# Маргарета фон Валдек
Маргарета фон Валдек (на немски: Margarethe von Waldeck; * 22 май 1533; † 15 март 1554 в Брюксел) е графиня от Валдек-Вилдунген.
Тя е втората дъщеря и шестото дете на граф Филип IV фон Валдек (1493 – 1574) и първата му съпруга Маргарета фон Източна Фризия (1500 – 1537), дъщеря на граф Едзард I фон Източна Фризия и на графиня Елизабет фон Ритберг.

Нейната съдба, по мнение на учителя от Хесен и изследователя Екхард Зандер, е основата за приказката за принцеса Снежанка.
Маргарета е известна с особената си красота и има много строга мащеха, Катарина фон Хацфелд († 1546). Когато Маргарета е на около 16 години, баща ѝ я изпраща в двора на Мария Кастилска, сестрата на император Карл V и губернаторка на Испанска Нидерландия, в Брюксел, където се надява да я омъжи подходящо. Едновременно тя трябва да действа за освобождението на хесенския ландграф Филип, който е затворен в Брюксел от Карл V, заради участието му в Шмалкалденска война. Маргарета пътува през Зибенгебирге за Рейн. Тя получава трудности обаче, когато множество високопоставени личности като граф Ламорал Егмонт и принц Филип II, синът на императора, се стрямят за Маргарета. Нейното здраве се влошава и тя умира на 15 март 1554 г. на 21 години в Брюксел и е погребана там. В хрониката на Валдек е отбелязано, че тя е отровена. Отравянето ѝ чрез арсен може да обясни нейният треперщ почерк на нейното завещание.
Местожителството на седемте джуджета било в бившото село за добив на мед в днешната част на Бад Вилдунген, който се нарича днес „Schneewittchendorf“.